# Antonio Santos Peralba
Antonio Santos Peralba (1 de noviembre de 1885,  Gondomar, España)-ibidem, 17 de agosto de 1978. fue un futbolista español y presidente del Real Madrid entre 1940 y 1943.

## Presidencia del Real Madrid
Antonio Santos era socio del club madridista desde 1920, llegando a ocupar varios puestos dentro de anteriores directivas. En 1940 se el encomienda la tarea de recuperar el club tras la Guerra Civil que había sufrido el país. España vivía momentos muy críticos, con limitaciones políticas, deportivas y económicas. 
Cuando aterrizó en la presidencia blanca, la plantilla no contaba con efectivos de calidad. Los grandes jugadores de 1936 ya no estaban en el equipo. Unos habían colgado las botas o estaban a punto de hacerlo y otros estaban exiliados.
Durante tres años, Antonio Santos dio estabilidad al club pero en 1943 se vio obligado a dejar la presidencia. Fue como consecuencia de la violenta semifinal de la Copa del Generalísimo entre Real Madrid y Barcelona. Los incidentes comenzaron en el encuentro de ida, celebrado en Las Corts. Allí, los blancos cayeron 3-0. Ya en la capital de España, el conjunto madridista logró la histórica goleada de 11-1. 
El ambiente hostil de los dos duelos hizo que autoridades deportivas y políticas pidieran la dimisión de ambos presidentes. Antonio Santos y Enrique Piñeyro acabaron dimitiendo. Y con la tranquilidad que le caracterizaba, el dirigente gallego pasó el testigo a Santiago Bernabéu.